# Bulbophyllum collettii
Bulbophyllum collettii är en orkidéart som beskrevs av George King och Robert Pantling. Bulbophyllum collettii ingår i släktet Bulbophyllum och familjen orkidéer.
Artens utbredningsområde är Assam (Indien). Inga underarter finns listade i Catalogue of Life.